# Aneplasa interrogationis
Aneplasa interrogationis är en spindelart som beskrevs av Tucker 1923. Aneplasa interrogationis ingår i släktet Aneplasa och familjen plattbuksspindlar. Inga underarter finns listade i Catalogue of Life.